# Saint-Julien-les-Rosiers
Saint-Julien-les-Rosiers (okzitanisch: Sent Julian dels Rosiers) ist eine französische Gemeinde mit 3492 Einwohnern (Stand: 1. Januar 2022) im Département Gard in der Region Okzitanien. Sie gehört zum Arrondissement Alès und zum Kanton Rousson. Die Einwohner werden Julirosien(ne)s genannt.

## Geographie
Saint-Julien-les-Rosiers ist eine banlieue rund sechs Kilometer nordnordöstlich von Alès am Fluss Avène.
Umgeben wird Saint-Julien-les-Rosiers von den Nachbargemeinden Laval-Pradel im Norden und Nordwesten, Saint-Florent-sur-Auzonnet im Nordosten, Rousson im Osten und Nordosten, Saint-Privat-des-Vieux im Südosten sowie Saint-Martin-de-Valgalgues im Süden und Westen.

## Bevölkerungsentwicklung
| Jahr      | 1962 | 1968 | 1975 | 1982 | 1990 | 1999 | 2006 | 2011 |
| --------- | ---- | ---- | ---- | ---- | ---- | ---- | ---- | ---- |
| Einwohner | 1182 | 1305 | 1534 | 2021 | 2325 | 2444 | 2773 | 3146 |

## Sehenswürdigkeiten
- Kirche Saint-Julien, erstmals im 11. Jahrhundert nachgewiesen,
- Abtei Notre-Dame-des-Fonts aus dem 11./12. Jahrhundert, im romanisch-byzantinischen Stil errichtet

## Gemeindepartnerschaft
Mit der senegalesischen Gemeinde Djilacoune besteht eine Partnerschaft.

## Persönlichkeiten
- Max Roustan (* 1944), Politiker (UMP), Bürgermeister von Alès